# Calle de Santo Tomás
La calle de Santo Tomás es una vía pública de la ciudad española de Segovia.

## Descripción
La vía, que toma el título de la iglesia del mismo nombre, discurre desde la calle del Roble hasta la glorieta del Voluntariado en la que confluyen la calle del Clavel, la travesía de Antonio Machado y los paseos del Conde de Sepúlveda y de Ezequiel González. Aparece descrita en Las calles de Segovia (1918) de Mariano Sáez y Romero con las siguientes palabras:

Santo Tomás.—Se halla comprendida entre la calle del Roble y el Paseo del Conde de Sepúlveda. La iglesia que está en la calle de este nombre, dedicada a Santo Tomás Apóstol, es pequeña, sin nada meritorio, pues su interior es de época decadente, y sus altares de Churriguera. Como muchas iglesias de Segovia, su conjunto es de varios tiempos, pues su primitiva planta es románica, como lo indica su ábside posterior. En esta calle se alzan dos hoteles de los que debiera haber muchos en Segovia para estancia de veraneantes, y que tomara la población el aspecto y concurrencia que tienen otras colonias y pueblos de la sierra y aun más apartados de ella. En esta calle tiene una puerta de entrada el Jardín Botánico.
(Sáez y Romero, 1918, p. 177)